# Teresa Gardocka
Teresa Janina Gardocka z domu Migdalska (ur. 10 maja 1947, zm. 5 maja 2025) – polska prawniczka, doktor habilitowana nauk prawnych, profesor nadzwyczajny, specjalistka w zakresie prawa i postępowania karnego, prorektor ds. współpracy międzynarodowej na Uniwersytecie SWPS.

## Życiorys
Na Uniwersytecie Warszawskim uzyskała stopień doktora (1978) oraz doktora habilitowanego nauk prawnych (1988). 
W latach 1973–1989 pracowniczka naukowo-dydaktyczna na Wydziale Prawa i Administracji Uniwersytetu Warszawskiego, 2000–2004 profesor w Europejskiej Wyższej Szkole Prawa i Administracji. Od 2004 do 2008 profesor w Wyższej Szkole Handlu i Prawa w Warszawie, dziekan Wydziału Prawa, a w latach 2005–2008 rektor tej uczelni. 15 lipca 2008 została nauczycielką akademicką i dyrektorką Instytutu Prawa na Wydziale Prawa Uniwersytetu SWPS w Warszawie. W latach 2009–2014 oraz 2016–2019 dziekan Wydziału Prawa Uniwersytetu SWPS.
Była żoną Lecha Gardockiego. Pochowana na Cmentarzu Wojskowym na Powązkach.

## Ważniejsze publikacje
- Prejudycjalność w polskim procesie karnym (1987)
- Postępowanie karne. Podręcznik akademicki (2005)